# Biton schultzei
Espèce
Synonymes
- Daesia schultzei Kraepelin, 1908

Biton schultzei est une espèce de solifuges de la famille des Daesiidae.

## Distribution
Cette espèce se rencontre en Afrique du Sud et au Botswana.

## Description
Le mâle décrit par Roewer en 1933 mesure 15 mm et la femelle 15 mm.

## Étymologie
Cette espèce est nommée en l'honneur de Leonhard Sigmund Schultze (1872-1955).

## Publication originale
- Kraepelin, 1908 : Skorpione und Solifugen. Zoologische und anthropologische Ergebnisse e Forschungsreise in Sudafrika. Denkschriften der Medicinisch-naturwissenschaftlichen Gesellschaft zu Jena, vol. 13, p. 247-282 (texte intégral).